# شهر سم
شهر سم (به انگلیسی: Sam's Town) دومین آلبوم استودیویی از گروه موسیقی راک کیلرز است. آلبوم در ۲۷ سپتامبر ۲۰۰۶ توسط آیلند رکوردز منتشر شد. تا سال ۲۰۱۶، بیش از پنج میلیون نسخه از شهر سم در سراسر جهان به فروش رفته‌است.